# Бадуарий (Скития)
Вижте пояснителната страница за други личности с името Бадуарий.
Бадуарий (Baduarius) е византийски военачалник по времето на източноримския император Юстиниан I (упр. 527 – 565) в Малка Скития.
Бадуарий е споменаван от писателите Йоан Малала, Йоан Никиуски, Теофан Изповедник и
Георгий Кедрин.
Той е stratelates of Scythia, което отговаря вероятно на magister militum.
През 528 г. Бадуарий и Godilas водят поход от Odessus (днес Варна) против хуните от Крим с вожд Моугел.
През 528 г. той става Dux Scythiae, дук на Малка Скития (днес Добруджа) и заедно с Юстин, дукс на Мизия Secunda, се бият с хуните, вероятно българите. В битката Юстин е убит.
Неговият син Бадуарий e византийски куропалат и женен за Арабия, дъщеря на Юстин II и Елия София.